# Setra S 211 HD
Setra S 211 HD — туристический автобус, выпускаемый немецкой компанией Setra с 1976 по 1991 год.

## Эксплуатация в России
С 2010 года автобусы Setra S 211 HD время от времени эксплуатируются в Ставропольском крае. Также автобусы эксплуатируются в Алтайском крае, Ленинградской области и Новосибирской области.
Автобусы Setra S 211 HD выведены из эксплуатации в Башкортостане, Владимирской области, Дагестане, Ивановской области, Калининградской области, Калужской области, Красноярском крае, Курской области, Москве, Московской области, Пензенской области, Пермском крае, Санкт-Петербурге, Тамбовской области и Тульской области.

## Эксплуатация в других странах
| Страна     | Предприятие      | Серии     | Количество |
| ---------- | ---------------- | --------- | ---------- |
| Германия   | Hanau Reisen     | HSK-HR 40 | 1          |
| Нидерланды | Connexxion Tours | 662       | 1          |